# Mala Krka
Mala Krka (slovenska) eller Kerca-patak (ungerska) är ett vattendrag i östra Slovenien och västra Ungern.